# Łunaczarskij (obwód samarski)
Łunaczarskij (ros. Луначарский) – osiedle w Rosji, w obwodzie samarskim, w rejonie stawropolskim. W 2010 liczyło 2446 mieszkańców.